# Barnard (cráter)
Barnard es un cráter de impacto lunar que se encuentra ubicado cerca del cuadrante este de la Luna. Está adosado al borde sureste del gran cráter denominado Humboldt, y el cráter Abel se encuentra directamente al sur. Al noreste se encuentra el cráter Curie, mientras que al sureste ese ubica el Mare Australe.
La formación ha sido distorsionada por una serie de impactos en su proximidad. El interior es irregular, con una intrusión sobre su borde suroeste y formaciones rugosas especialmente en su mitad sur. Un par de pequeños cratercitos se encuentran en su suelo cerca del centro.

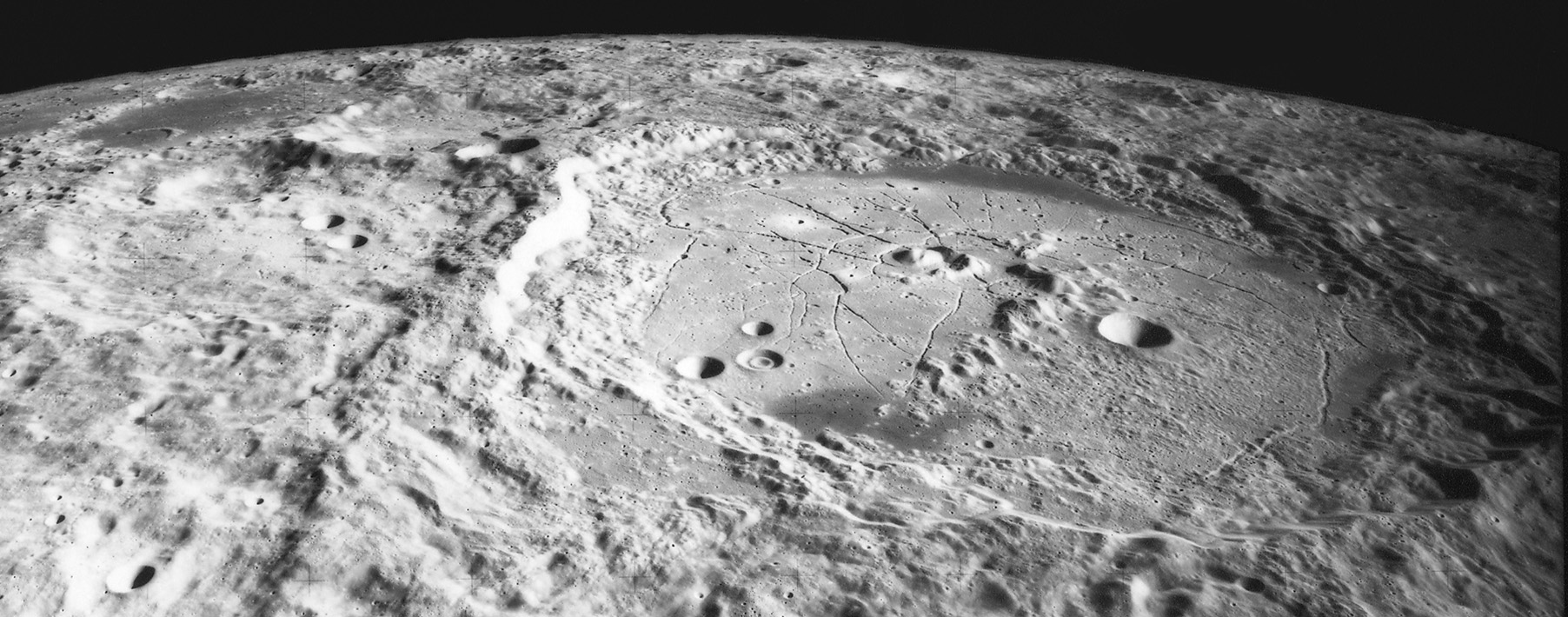
Los cráteres Barnard (izq.) y Humboldt (der.) en una fotografía desde el Apolo 15.

## Cráteres satélite

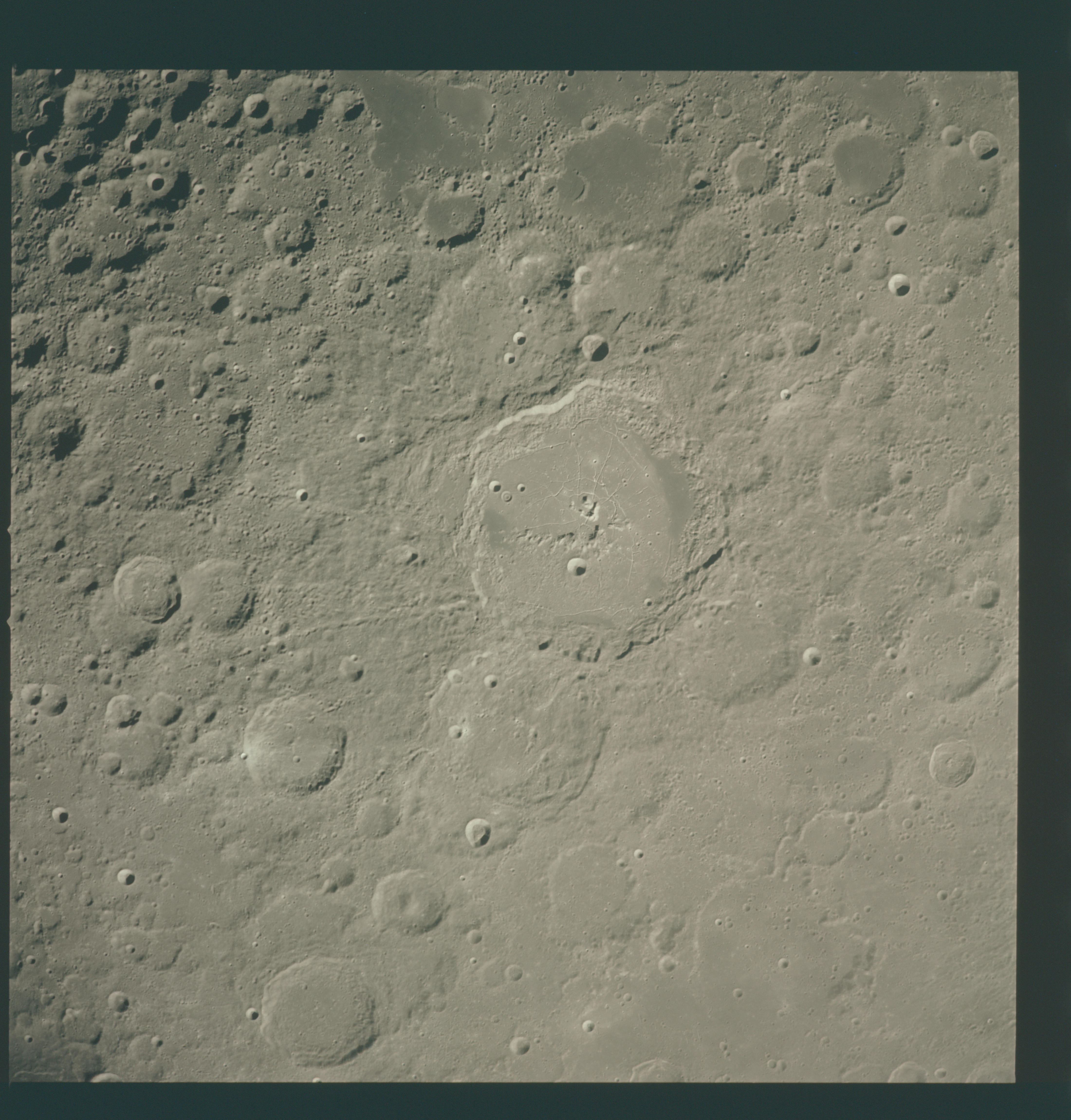
Cráter lunar Barnard, tangente a Humboldt (en el centro de la imagen) por la parte sursureste (el norte, hacia abajo)

De acuerdo a la convención estos elementos son identificados en los mapas lunares mediante una letra que se coloca en el punto medio del lateral que se encuentra más próximo a Barnard.
|         | \| Barnard \| Coordenadas \| Diámetro \| \| ------- \| ----------------------------- \| -------- \| \| A \| 31°48′S 84°30′E / -31.8, 84.5 \| 13 km \| \| D \| 31°24′S 89°18′E / -31.4, 89.3 \| 47 km \| |          |
| Barnard | Coordenadas | Diámetro |
| A       | 31°48′S 84°30′E / -31.8, 84.5 | 13 km    |
| D       | 31°24′S 89°18′E / -31.4, 89.3 | 47 km    |